# Manantial del sueño del tigre

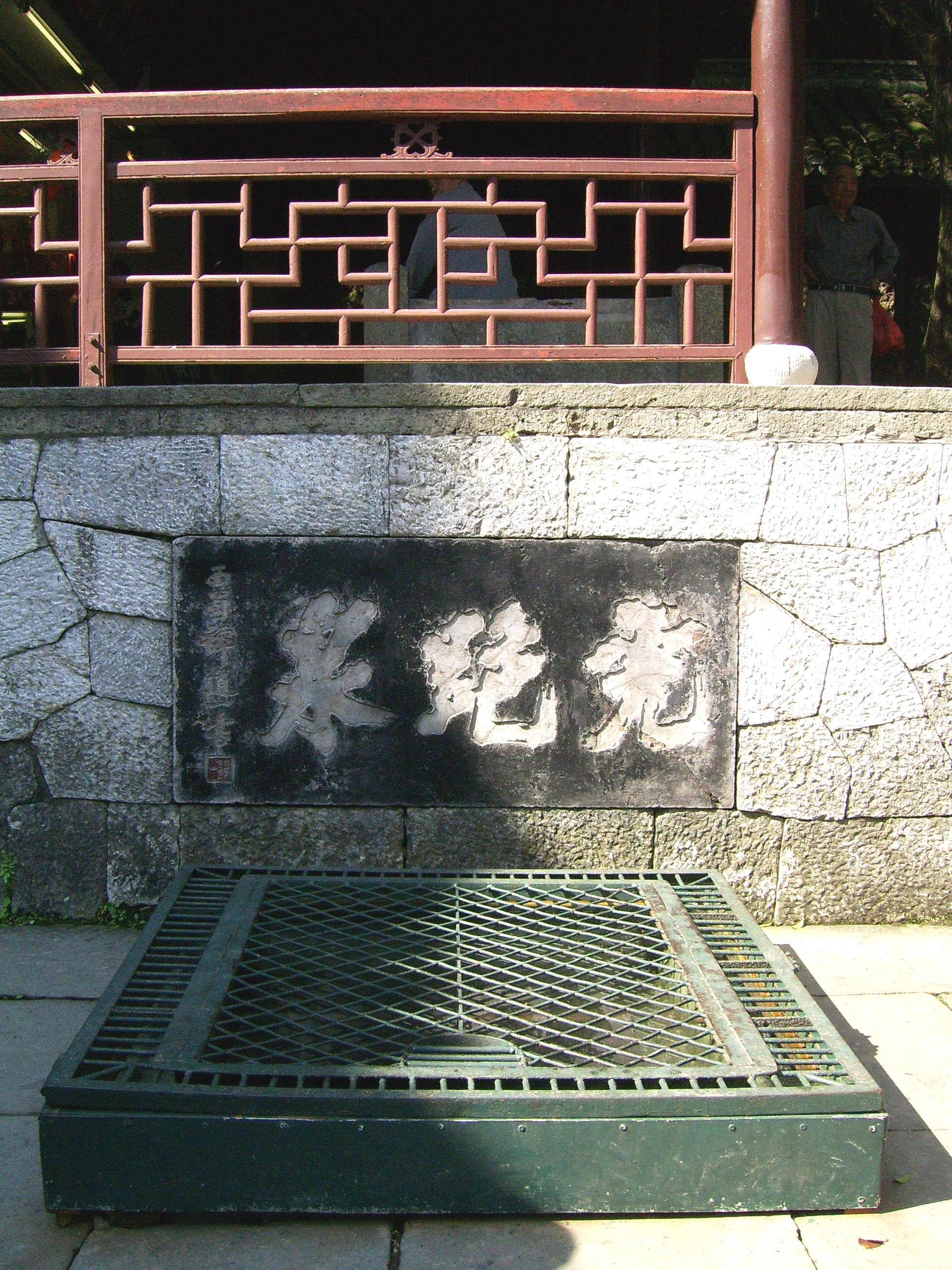
Origen del manantial

Elmanantial del sueño del tigre corriendo (虎跑梦泉) o manantial del tigre corriendo (虎跑泉) o es un manantial ubicado en Hangzhou, provincia de Zhejiang. Es uno de los diez lugares escénicos del nuevo Lago del Oeste.
El agua del manantial sale de la piedra de cuarzita y se considera una de las más finas de china. Es popular preparar la especialidad local de té longjing con el agua del manantial de Hupao. 
También hay un templo taoísta, donde está enterrado Ji Gong, y un salón conmemorativo del maestro Hong Yi alrededor del manantial Hupao.